# Roger I van Carcassonne

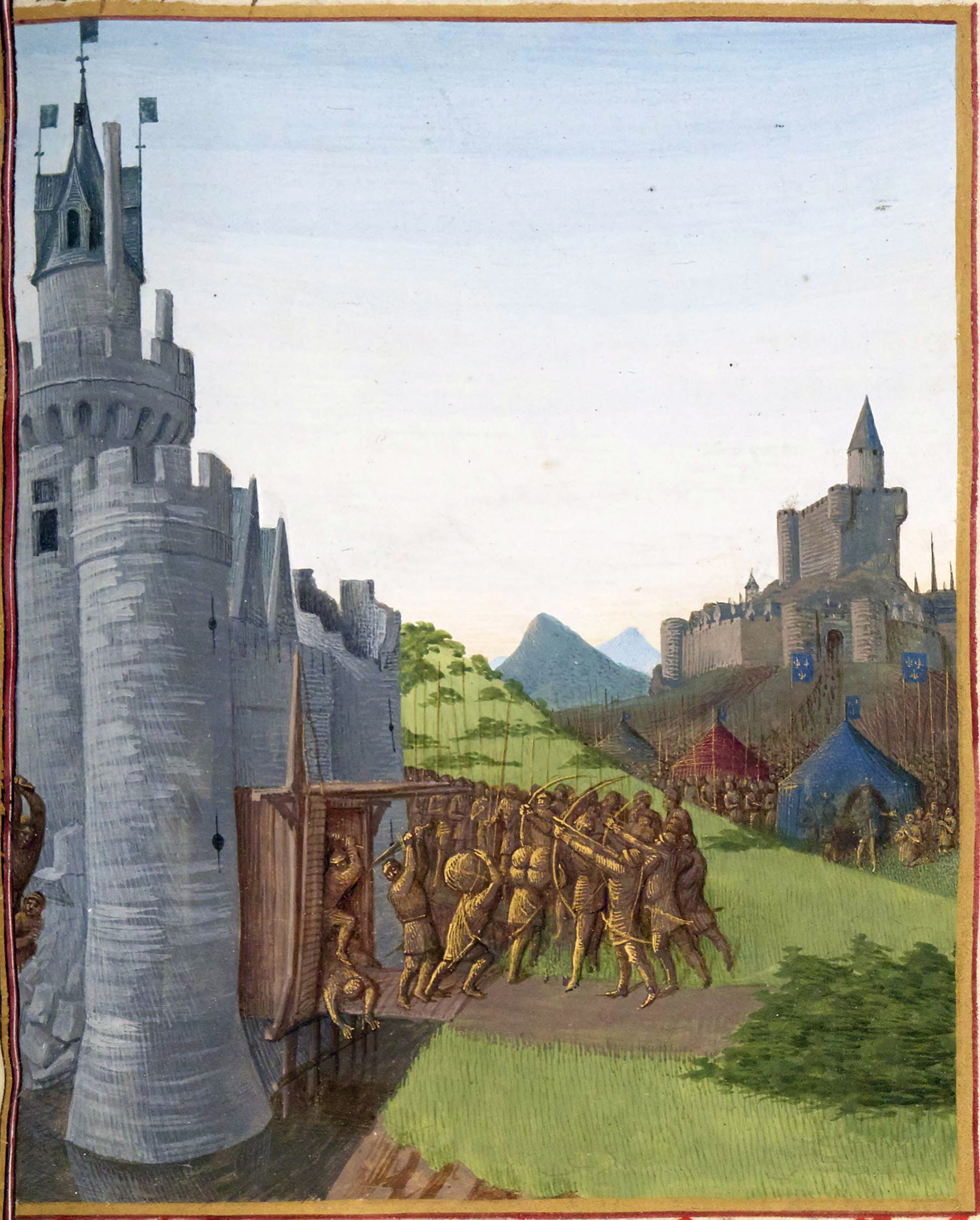
Rots van Foix, begin van het graafschap Foix.

Roger I van Carcassonne (Carcassonne circa 948 - ? 1012), bijgenaamd Roger de Oude of ook wel Roger van Comminges, was graaf van Carcassonne, graaf van Razès (huidig Rennes-le-Château, daarvoor Rhedae), graaf van Comminges en graaf van Couserans. Formeel was hij een leenman van de graaf van Toulouse. Door zijn veroveringen in het uitgestrekte en zwakke graafschap Toulouse, werd hij onder meer heer van Foix en stichter van het graafschap Foix, alsook graaf van Minervois.
Al deze veroveringen deed Roger I niet alleen met het zwaard maar ook door abdijen op te kopen en grondig te beheren tezamen met zijn echtgenote Adelaïs.

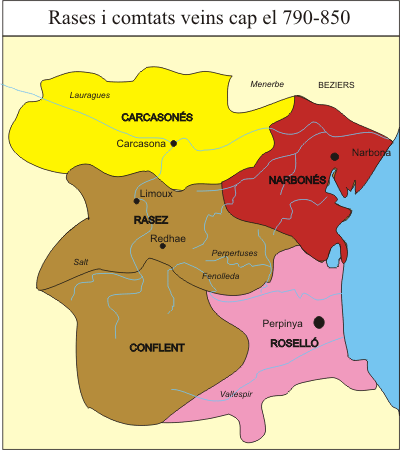
De graafschappen Carcassonne en Razès verwierf Roger langs moederszijde.

## Afkomst
Zowel Roger I als Adelaïs behoorden tot families van machtige lokale heersers in het graafschap Toulouse. Via zijn vader Arnold I van Comminges verwierf hij (een deel van) Comminges en Couserans (983); Roger I was langs vaders kant verwant met het grafelijk huis van Toulouse. Via zijn moeder kreeg Roger I het veel grotere deel Carcassonne en Razès in handen (jaar 1000). Via zijn vrouw Adelaïs kreeg Roger I invloed in het oude aartsbisdom Narbonne.

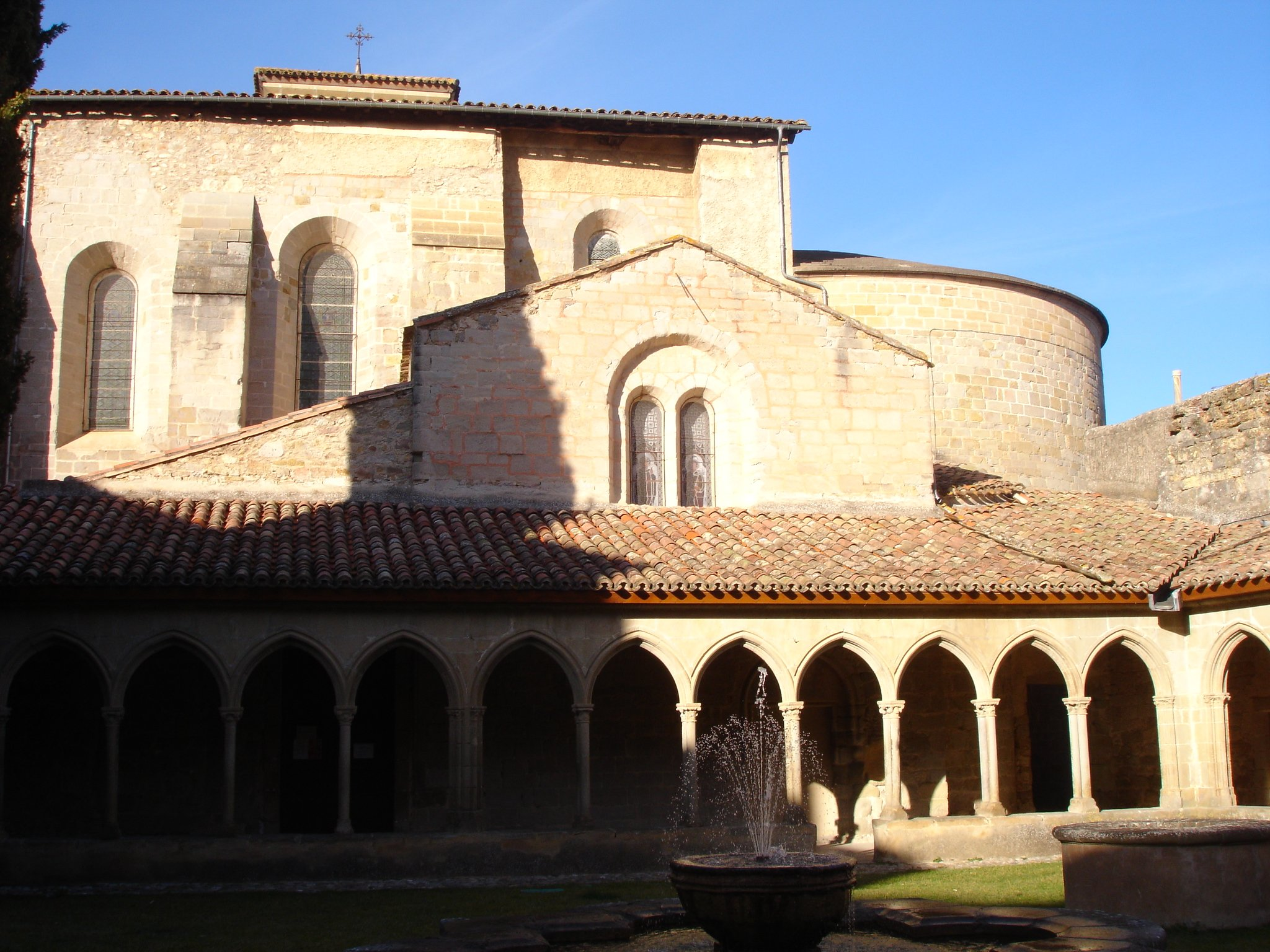
Abdij van Saint-Hilaire in Saint-Hilaire onder bescherming van de graaf van Carcassonne

## Veroveringen
Roger I was in staat door zijn legermacht en bestuurlijke macht nieuwe gebieden van het uitgestrekte graafschap Toulouse te veroveren. De macht van de graaf van Toulouse was verzwakt en de vazallenstatus van Roger I en andere edelen uit de 10e eeuw ten opzichte van de graaf van Toulouse stelde niet veel voor. De graven van naburige Catalaanse vorstendommen zagen de groeiende macht van Roger I met lede ogen aan; zo moest Roger ten strijde trekken tegen de graven van Besalu en Cerdanya. Ook tegen zijn suzerein, de graaf van Toulouse, vocht Roger I. Roger I hield stand en kocht met zijn rijkdom meerdere abdijen op in het graafschap Toulouse. Hij beheerde deze en schonk talrijke nieuwe terreinen aan deze abdijen. Zo ging het onder mee om de abdijen van Montolieu, Saint-Hilaire en Caunes. Hij werd graaf van Minervois en de eerste lokale heer op de rots van Foix.

## Nalatenschap
De politiek van Roger I en Adelaïs was een nieuw vorstendom te creëren binnen het graafschap Toulouse. Hiervoor kreeg elk kind of kleinkind een deel van het territorium. Dit bleek achteraf verdeeldheid te creëren en geen eenheid. Het kantelmoment van verval was de vroegtijdige dood van zijn oudste zoon Raymond II van Carcassonne; deze stierf voor vader Roger I. Deze Raymond II had zelf twee zonen die in conflict geraakten met de andere kinderen van Roger I en Adelaïs.
De kinderen van Roger I en Adelaïs waren (11e eeuw):
- Raymond I van Carcassonne; zijn kinderen zetten het graafschap Carcassonne verder.
- Bernard Roger; zijn kinderen gingen verder als graaf van Couserans en van het nieuwe graafschap Foix. Door huwelijk werd Bernard Roger ook graaf van het kleine Bigorre in de Pyreneeën. Hiermee werd het graafschap Foix geconsolideerd.
- Peter Roger, bisschop van Girona[8] doch hij bestuurde mee Carcassonne.
- Arsinde huwde met Willem II, burggraaf van het naburige Béziers.
- Ermesinda huwde met Raymond (of Ramon) Borrell, graaf van Barcelona en Osona.

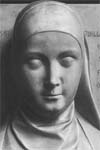
Dochter Ermesinda als gravin van Barcelona